# Remi Nicole
Remi Nicole Wilson (6 de abril de 1983) es una cantautora inglesa que nació y reside en el norte de Londres. Se dio a conocer en el 2007 con la canción Go Mr. Sunshine. Su álbum de debut «My Conscience & I» salió a la venta ese mismo año. Su segundo álbum de estudio, titulado «Cupid Shoot Me» se publicó el 31 de agosto de 2009.

## Inicios
Nicole es una mezcla proveniente de antecedentes austríacos, trinitenses e ingleses. Empezó a cantar de manera oficial en octubre de 2006 y se hizo famosa en el Reino Unido cuando su canción Go Mr Sunshine sonó por primera vez en la BBC Radio 1 en agosto de 2007. Remi Nicole era una gran amiga de la artista británica Amy Winehouse.

## Carrera musical
Nicole firmó su primer contrato discográfico a finales de 2006 con Island Records y sacó su primer sencillo Fed Up en mayo de 2007. A este le siguió el sencillo Go Mr. Sunshine, que se pudo descargar a partir del 13 de agosto de 2007 y salió a la venta oficialmente el 20 de agosto. Llegó al número 57 de la lista de singles del Reino Unido. El álbum «My Conscience & I» se puso a la venta el 3 de diciembre de ese mismo año. También en diciembre, su versión de la canción Teenage Kicks fue incluida en la película St Trinian's y en su banda sonora original.
«Cupid Shoot Me» es el segundo álbum de estudio de Remi Nicole y se publicó el 31 de agosto de 2009. Nicole se ha referido a este álbum como su «debut real», diciendo de «My Conscience & I» que «tengo la sensación de que fue como una especie de maqueta». Escribió las 11 canciones que componen el álbum «Cupid Shoot Me», que según ella trata de «no estar enamorado». Nicole no puso solamente la voz, también es la responsable de la mayoría de partes instrumentales. El primer sencillo del álbum, «Standing Tears Apart», pudo conseguirse ya el 24 de agosto.

## Apariciones en la TV
Nicole ha aparecido en muchos programas, la mayoría de ellos de las cadenas inglesas E4 y Channel 4 en el programa Freshly Squeezed, en el que ayudaba a Nick Grimshaw a presentar. Nicole fue un miembro regular del reparto de la serie cómica de Hyperdrive, con el papel de Cadet Piretti (bajo el nombre Remi Wislon).
Sus actuaciones musicales se han podido ver en T4 y participó en el festival de Glastonbury, recientemente ha grabado una interpretación de su nuevo sencillo Standing Tears Apart para el programa Intros de Channel 4.

## Álbumes
- 2007 «My Conscience & I»
- 2009 «Cupid Shoot Me»

## Singles
- Fed Up (mayo de 2007)
- Go Mr Sunshine (13 de agosto de 2007)
- Rock 'N' Roll (5 de noviembre de 2007)
- Lights Out (marzo de 2008)
- Standing Tears Apart (24 de agosto de 2009)